# Eugenia agasthiyamalayana
Eugenia agasthiyamalayana är en myrtenväxtart som beskrevs av R. Gopalan och Murugan. Eugenia agasthiyamalayana ingår i släktet Eugenia och familjen myrtenväxter. Inga underarter finns listade i Catalogue of Life.